# Europese Vereniging van Conservatoria
De Europese Vereniging van Conservatoria (Association Européenne des Conservatoires, Académies de Musique et Musikhochschulen: afgekort AEC) is de belangrijkste organisatie van conservatoria in Europa. De organisatie werd in 1953 opgericht en telt ongeveer 300 leden, ook buiten Europa. De AEC is gevestigd in Etterbeek (Brussel).